# Роєво (Рипінський повіт)
Роєво (пол. Rojewo, нім. Immen) — село в Польщі, у гміні Роґово Рипінського повіту Куявсько-Поморського воєводства.
Населення — 255 осіб (2011).
У 1975-1998 роках село належало до Влоцлавського воєводства.

## Демографія
Демографічна структура станом на 31 березня 2011 року:
|          | Загалом | Допрацездатний вік | Працездатний вік | Постпрацездатний вік |
| -------- | ------- | ------------------ | ---------------- | -------------------- |
| Чоловіки | 133     | 25                 | 92               | 16                   |
| Жінки    | 122     | 32                 | 65               | 25                   |
| Разом    | 255     | 57                 | 157              | 41                   |